# Jessy Pi
Jessy Pi (Manosque, 24 settembre 1993) è un calciatore francese, centrocampista dell'Avranches.

## Carriera
Nella stagione 2013-2014 ha giocato 5 partite in Ligue 1 con il Monaco.
Il 21 giugno 2016 firma un quadriennale con il Tolosa.

## Palmarès

### Club

#### Competizioni nazionali
- Ligue 2: 1

Tolosa: 2014-2015